# Keskijärvi (sjö i Pudasjärvi, Norra Österbotten, Finland)
Keskijärvi eller Keski Mainuajärvi är en sjö i Finland. Den ligger i kommunen Pudasjärvi i landskapet Norra Österbotten, i den centrala delen av landet, 600 km norr om huvudstaden Helsingfors. Keskijärvi ligger 177,7 meter över havet. Arean är 53,8 hektar och strandlinjen är 4,49 kilometer lång. Sjön  ingår i Kiminge älvs huvudavrinningsområde. 